# Lay Zhang
Zhang Yixing (chinês tradicional: 張藝興, chinês simplificado: 张艺兴, pinyin: Zhāng Yìxīng, hangul: 장이씽; nascido Zhang Jiashuai (chinês tradicional: 張加帥, chinês simplificado: 张加帅, pinyin: Zhāng Jiāshuài) em 7 de outubro de 1991), mais conhecido na carreira musical por seu nome artístico Lay Zhang ou apenas Lay (em coreano:  레이), é um rapper, cantor, compositor, produtor musical, dançarino e ator chinês. Zhang estreou no showbiz como uma estrela infantil de seis anos de idade no drama televisivo We The People de 1998. Mas foi a sua participação no programa de TV Star Academy em 2005, que o tornou conhecido do público chinês. Uma série de pequenos papéis na televisão se seguiram antes de fazer o teste para a agência sul-coreana SM Entertainment em 2008, onde treinou por quatro anos antes de ser apresentado como membro do grupo EXO em janeiro de 2012, estreando oficialmente em abril do mesmo ano. Em setembro de 2015, lançou seu livro autobiográfico, intitulado Standing Firm At 24, quebrando recordes de pedidos de livros on-line.
Em julho de 2016, foi nomeado pela Liga da Juventude Comunista da China (CYLC) de Changsha como embaixador da publicidade, sendo a primeira celebridade a conquistar esse título. Sua estreia como solista ocorreu em 7 de outubro de 2016 com o lançamento da canção "what U need?", que foi seguido pelo lançamento de seu primeiro extended play, intitulado Lose Control. O EP foi um sucesso comercial, quebrando o recorde sul-coreano de vendas mais altas por um solista, classificando-se na sétima posição entre os álbuns mais vendido na Coreia do Sul em 2016, e totalizando mais de um milhão de cópias vendidas digitalmente na plataforma musical chinesa Xiami, além de ser o primeiro artista chinês a entrar no iTunes Top 60. Kantar Millward Brown e a revista de negócios da China, CBN Weekly, lançaram em dezembro de 2016 a CelebrityZ Top 100 Most Valuable Celebrities, onde Zhang se classificou na 23ª posição. Seu primeiro álbum de estúdio, intitulado Lay 02 Sheep foi lançado em 7 de outubro de 2017.
Em janeiro de 2015, foi classificado na quinta posição na lista "Top 10 de Celebridades Mais Populares de 2014" do Baidu. Kantar Millward Brown e a revista de negócios da China CBN Weekly lançaram em 2016 o CelebrityZ entre as 100 celebridades mais valiosas, onde Zhang chegou no 23º lugar. Em setembro de 2017, se classificou na 20ª posição no 2017 Forbes China Celebrity 100 List com ganhos de 120 milhões de yuans. Ele ficou em 11º lugar em 2019, e 5º em 2020.

## Carreira

### 1998–2015: Início de carreira e estreia como membro do EXO
Em 1998, aos 6 anos de idade estrelou o drama de TV promocional de segurança do trânsito We The People (em chinês:  咱老百姓), tendo seu primeiro contato com a carreira televisiva. Em 2000 com apenas 9 anos de idade participou de um programa de TV como membro do fã clube do ator e cantor Jimmy Lin, interpretando uma das canções do cantor. Zhang iniciou sua carreira como uma estrela infantil local, na província de Hunan, tendo conquistado o terceiro lugar em uma competição organizada pelo popular programa de TV, Star Academy em 2005. Ele também apareceu em um episódio de Ce Yue Yue Kai Xin e no show de variedades de Liu Na, Na Ke Bu Yi Yang entre 2005 e 2006. Em abril de 2006, participou de audições para estrelar a série The Duke of Mount Deer dirigida por Zhang Jizhong, e apesar de ter ficado entre os finalistas não ganhou o papel. Sobre não ter ganho o papel Lay declarou desanimado: "Não há realmente nenhum significado, gastar milhares de dólares para vir a Pequim para raspar minha cabeça!". Em 2008 juntou-se a SM Entertainment, após uma audição bem-sucedida no sistema de fundição global da empresa em Changsha. Na época das audições, tinha 16 anos e estava estudando para seus exames de admissão da faculdade. Foi colocado em um dormitório com outros estagiários da SM, e foi treinado na área de canto, dança e atuação.

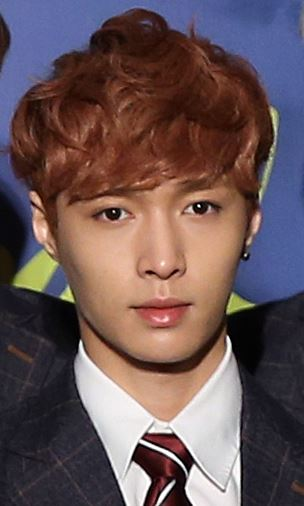
Lay durante o K-Pop World Festival (outubro de 2013)

De dezembro de 2010 a novembro de 2011, trabalhou ao lado do grupo SHINee em sua turnê como dançarino substituto de Jonghyun, sendo frequentemente referido como o sexto membro do grupo. Yixing foi formalmente introduzido como membro do grupo EXO em 17 de janeiro de 2012, utilizando o nome artístico Lay. O primeiro single do grupo, "What Is Love", foi lançado em 30 de janeiro. O lançamento do segundo single, intitulado "History", ocorreu em 9 de março do mesmo ano. O grupo realizou um showcase de pré-estreia no Estádio Olímpico de Seul, em 31 de março, cem dias após o lançamento do primeiro trailer de sua estreia em 21 de dezembro de 2011. O showcase foi realizado para cerca de 3.000 fãs de 8.000 candidatos selecionados para assistir suas performances. O grupo realizou uma conferência de imprensa e mostrou suas performances no Grande Salão da Universidade de Economia e Negócios Internacionais em Pequim, China em 1 de abril de 2012. Em dezembro de 2012, juntamente com Kai, Yunho, Eunhyuk, Donghae, Minho e Taemin, formaram o grupo de dança, SM The Performance. A primeira primeira aparição do grupo foi no evento SBS Gayo Daejun em 29 de dezembro, com o lançamento do single "Spectrum" no dia seguinte.
Em setembro de 2013, fez uma performance de dança para o programa Dancing 9 da Mnet, ao lado de Kai e Hyoyeon performando as músicas "Centipede" de Knife Party e "Coco" de Gent & Jawns. Em dezembro do mesmo ano, a SM Entertainment divulgou um vídeo de dança do projeto SMRookies tendo Lay como compositor da música de fundo. Compôs a canção "I'm Lay" para a primeira turnê do EXO, The Lost Planet Tour, que teve seu inicio maio de 2014. Em 19 de junho do mesmo ano, o programa chinês "Music Billboard Charts" publicou fotos de Lay como um MC temporário especial através do seu Weibo oficial, e descreveu-o como um grande sucesso. Em setembro estrelou o remake do vídeo musical de "Missing You" feito para o EXO 90:2014. Em 31 de dezembro de 2014, Lay performou a canção auto-composta "I'm Coming" no especial de fim de ano da Hunan TV.
Em 18 de março de 2015, Lay anunciou em sua conta pessoal no Weibo que participaria de um filme produzido por Zhang Ziyi, intitulado Oh My God, lançado em 4 de dezembro do mesmo ano. O filme é uma comédia romântica de ficção científica sobre um casal tentando conceber uma criança e tem suas orações atendidas quando um bebê cai do céu. Em abril do mesmo ano, um comunicado de imprensa feito pela SM Entertainment, anunciou que a agencia de talentos havia criado um estúdio para Lay. O estúdio foi estabelecido e registrado sob o nome de "Zhang Yixing Studio" em 31 de março de 2015, para auxiliar o artista em suas atividades chinesas. Um dos principais benefícios com o formato do workshop é a capacidade de adaptação ao mercado chinês, deixando o artista livre para trabalhar com várias fontes na China, mesmo que elas não estejam associadas a S.M. Entertainment e seus parceiros. Sobre a criação de seu próprio estúdio, Lay declarou: "A criação deste estúdio vai se tornar uma base para solidificar a minha intenção de honrar o meu contrato, e eu espero que isso se torne um exemplo de cumprimento do contrato. Eu acredito que minhas atividades chinesas serão um benéfico para o EXO e a empresa. Espero contribuir para o crescimento da empresa e ajudar na relação entre as duas culturas." Em abril de 2015, estrelou ao lado dos outros membros do EXO a web série EXO Next Door, também estrelada pela atriz Moon Ga-young. Em 13 de maio de 2015, Lay foi apresentado como membro regular do programa de variedades "Go Fighting". Compôs a canção "Promise", juntamente com Chen e Chanyeol, para a versão repaginada do segundo álbum de estúdio do grupo EXO, intitulado Love Me Right, lançado em 3 de junho.

### 2015–2017: Crescente popularidade, retorno para a atuação e estreia solo

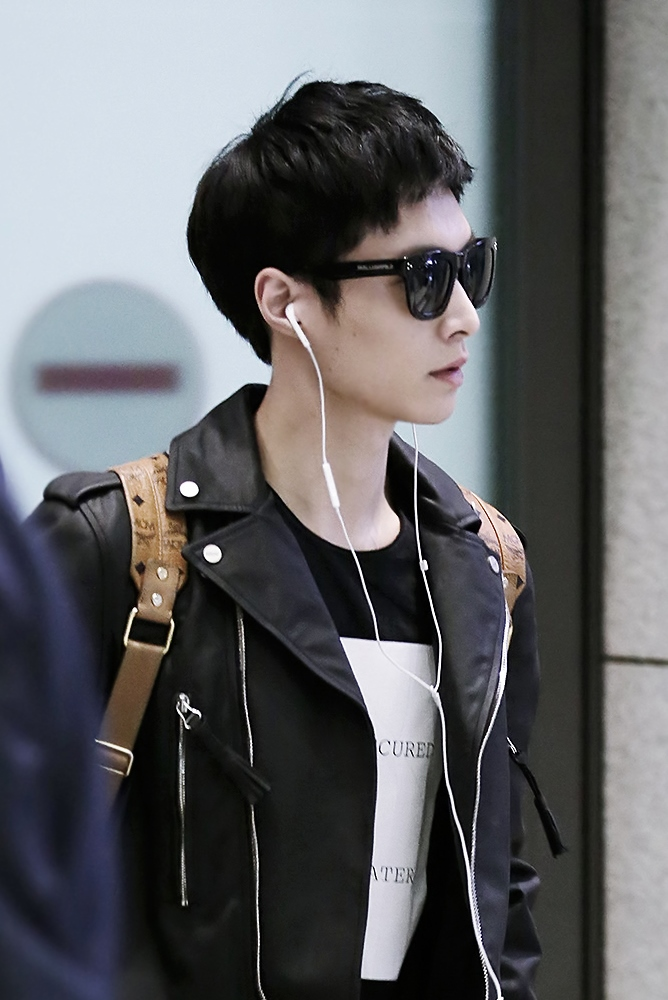
Lay no Aeroporto Internacional de Incheon (abril de 2015)

Em 17 setembro de 2015, disponibilizou a edição limitada de seu livro autobiográfico intitulado Standing Firm At 24 para pré-venda, contendo 24 momentos importantes em sua vida, e a edição padrão do livro foi lançada em 7 de outubro de 2015. O livro quebrou recordes com a venda de 68,537 cópias nos primeiros 24 minutos de pré-venda. Em média, foram registrados 50 exemplares vendidos por segundo, quebrando recordes de pedidos de livros on-line. Com menos de 3 meses de venda e 1,4 milhões de royalties, Lay conquistou o 4º lugar na "The 10th Chinese Celebrity Writers List", lançada pelos 3 principais meios de comunicação chineses, WCC Daily (mainstream), Cover News (Digital) e Great Star Media, tornando-se o autor mais jovem de celebridades a entrar nas paradas. Também ocupou o primeiro lugar dos "Melhores Livros da Ásia", duas vezes durante sua classificação mensal e seis vezes para o gráfico semanal, e também na classificação de listagens do Rakuten, com 400.000 cópias vendidas dentro de 6 meses e recebeu muita aclamação dos leitores. Ainda em setembro foi confirmada a sua participação no filme Kung Fu Yoga, estrelado por Jackie Chan e dirigido por Stanley Tong, sendo lançado na China em janeiro de 2017. Em novembro de 2015, apareceu como Lee Xiang He no filme Ex Files 2: The Backup Strikes Back, que foi um sucesso de bilheteria, arrecadando 2 bilhões em vendas dentro de 10 dias de seu lançamento, além de compor e interpretar a canção "Alone (One Person)" alcançando a #1 posição no Baidu Music Chart. Ainda em novembro lançou a canção "Happy Youth", para a trilha sonora de Oh My God, estreando na posição #8 na Billboard V Chart. Participou do filme Royal Treasure, lançado em 15 de janeiro de 2016.
Em 27 de maio de 2016, lançou seu primeiro single solo chamado "Monodrama" para o projeto Station. A faixa foi escrita por Lay e co-composta e arranjada com Divine Channel. De maio à junho participou da série de televisão To Be a Better Man. Ainda em junho de 2016, assumiu o papel principal em The Mystic Nine, uma sequencia da série de televisão The Lost Tomb. A série obteve sucesso sem precedentes, ficando em primeiro lugar em avaliações de televisão e estabelecendo um recorde para o maior número de visualizações on-line em um dia, e acumulou mais de 10 bilhões de visualizações no total. Em setembro de 2016, foi confirmado que Lay faria sua estreia solo. Em 29 de setembro, foi anunciado que lançaria uma canção chamada "what U need?" de seu primeiro álbum solo em seu aniversário, 7 de outubro, como um presente para seus fãs. A canção foi produzida por Devine-Channel. A canção alcançou o número um no gráfico musical Alibaba em tempo real na China e chegou ao top 60 no iTunes chart dos Estados Unidos, tornando Lay o primeiro artista chinês a aparecer no gráfico. O single e o vídeo musical apareceram no topo das paradas de música na China, Hong Kong, Japão, Malásia, Tailândia, Reino Unido, Turquia, Canadá e Estados Unidos. Lançou seu primeiro mini-álbum, intitulado Lose Control, em 28 de outubro de 2016, contendo por seis faixas compostas e arranjadas por Lay. Após o lançamento, o álbum liderou o gráfico diário, semanal, mensal e anual da Yinyuetai e tanto o primeiro quanto o segundo single, "What U Need?" e "Lose Control", alcançaram o número 1 no Alibaba Music Chart por um total combinado de 15 semanas. A canção "Lose Control" ficou em primeiro lugar no China V Chart da Billboard por seis semanas seguidas. O álbum quebrou sete recordes mundiais do Guinness no YinYueTai China Weekly Chart. Lose Control também bateu o recorde na Coreia do Sul para o maior número de vendas de um artista solo, com pré-vendas ultrapassando 200.000 cópias antes do álbum físico ser lançado, tornando o álbum número um em vendas, naquele momento, e também se tornou o primeiro artista solo a vender mais de 40.000 cópias de álbum em um dia e 125.000 em uma semana a partir do lançamento do álbum na época. No mesmo mês, foi anunciado para estrelar o remake chinês do drama japonês Operation Love, sendo transmitido pela Dragon TV de 24 de abril à 6 de junho de 2017 com 32 episódios. Em janeiro de 2017, apareceu no vídeo musical da canção "Goosebump" de Fazilpuria, com cenas do filme Kung Fu Yoga.
Em 27 de janeiro de 2017, Zhang fez sua primeira aparição no CCTV Spring Gala Festival e apresentou ao lado do ator chinês Jing Boran. Em abril do mesmo ano, foi confirmado no elenco do filme histórico The Founding of a Army, lançado em 28 de julho de 2017 para marcar o 90º aniversário da fundação do Exército de Libertação Popular. Em maio lançou a canção "祈愿 (Pray)" para a trilha sonora de Operation Love, alcançando a primeira posição no QQ Music. Ainda em maio, participou da cerimônia de lançamento da Huawei Nova 2, no Centro de Exposições e Conferências Internacionais de Hunan, onde expressou sua gratidão por sua contínua nomeação como o embaixador da Huawei Nova. Em julho de 2017, o show de variedades Go Fighting! estreou sua 3ª temporada, com Zhang no elenco principal. Mais tarde, foi revelado como o ator de voz da dublagem chinesa para o antagonista principal do filme de desenho animado Cars 3.

### 2017–2019:Lay 02 Sheepe expansão internacional comNamanana

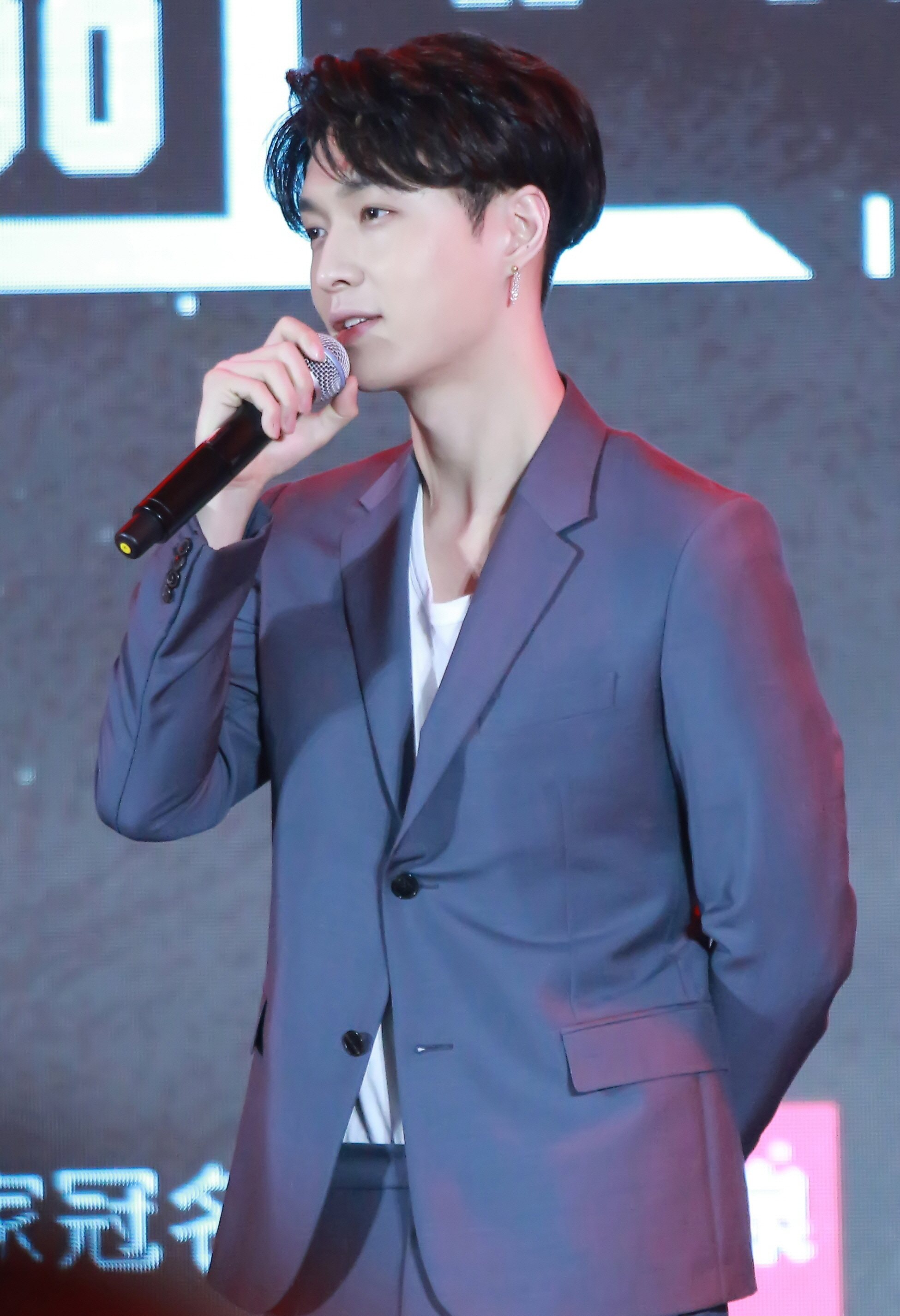
Lay durante a conferência de imprensa do Idol Producer (dezembro de 2017)

Em 17 de setembro de 2017, foi apresentado como o protagonista do drama The Golden Eyes, como anunciado na conferência de pré-lançamento no Phoenix International Media Center em Pequim. Em 25 de setembro lançou a canção "I Need U (需要你)" como faixa de pré-lançamento de seu primeiro álbum de estúdio Lay 02 Sheep, lançado digitalmente em 7 de outubro de 2017, juntamente com a faixa-título "Sheep (羊)". O vide musical de "I Need U" ficou em primeiro lugar no ranking China Weibo Live Chart da Billboard, e em 12 horas atingiu mais de 26 milhões de visualizações, sendo consecutivamente o vencedor das três principais paradas musicais. Em seu primeiro dia de vendas digitais, o álbum quebrou cinco recordes na QQ Music: Ouro, Ouro duplo, Ouro triplo, Platina e Diamante (¥5 milhões em 9 horas e 11 minutos). O showcase de lançamento do álbum, intitulado "2017 Zhang Yixing Showcase", foi realizada no Centro Aquático Nacional de Pequim em 12 de outubro. Durante o showcase, assinou um contrato com o vice-presidente do Tencent Music Entertainment Group, como membro do "Music+ Plan" (Music+ 计划). Em 21 de outubro, deu inicio na primeira parada do "Lay 02 Sheep Signing Promo" no Hongqiao Art Center, em Xangai. Ele se apresentou na Tmall Collection 2017 no dia seguinte. A segunda passagem do "Lay 02 Sheep Signing Promo" continuou em Shenzhen em 29 de outubro. Em 5 de novembro, foi mais uma vez nomeado embaixador de publicidade em uma coletiva de imprensa realizada pela Liga da Juventude Comunista da China (CYLC), em Hunan. Na mesma noite, o "Lay 02 Sheep Signing Promo" embarcou para Changsha, Hunan. Em 22 de dezembro do mesmo ano, seu segundo extended play, intitulado Winter Special Gift, foi lançado no aplicativo QQ Music e Kugou. O vídeo musical da canção principal do álbum, Goodbye Christmas, também foi lançado simultaneamente no mesmo dia. Dentro de 2 minutos de vendas digitais, o álbum quebrou um recorde de ouro duplo no QQ Music, além de conquistar quatro discos de ouro, ouro triplo e um platina em um dia de vendas, alcançando mais tarde o recorde de diamante.
Em janeiro de 2018, recebeu créditos por uma aparição especial no filme de bem-estar público, I'm Beside You, onde também cantou a trilha sonora oficial. De janeiro a abril do mesmo ano, apresentou o show de talentos Idol Producer transmitido oficialmente no iQiYi. Em 28 de janeiro, foi anunciado que Zhang apresentaria o CCTV New Year's Gala pelo segundo ano consecutivo, onde ele se apresentou ao lado de Huang Bo e William Chan em 16 de fevereiro. Em 19 de abril de 2018, Zhang foi anunciado para estrelar em The Island ao lado de Shu Qi, Wang Bo e Wang Xun. Em 29 de abril, a quarta temporada de seu show de variedades, Go Fighting!, começou a ir ao ar na Dragon TV. Em 4 de maio, foi anunciado que Zhang participaria do hino nacional e de seu vídeo musical para o Dia da Juventude na China. Em 30 de junho, foi anunciado que o seu contrato de endosso de 3 anos como embaixador da série Huawei Nova com a Huawei havia chegado ao fim legalmente. No mês seguinte, foi escalado para uma aparição especial no web filme, Sha Hai que irá ao ar pela Tencent. Em 3 de agosto, Lay colaborou com Alan Walker e fez a sua primeira aparição como solista nos Estados Unidos durante o último set no festival de música, Lollapalooza. Foi anunciado antes da performance que a dupla iria colaborar novamente, na qual uma versão remix de Sheep, composta por Alan Walker seria lançada em 31 de agosto de 2018. Em 21 de setembro, Zhang anunciou seu segundo álbum de estúdio Namanana, contendo 22 faixas, incluindo uma colaboração com Bazzi, sendo 11 faixas em chinês com as contrapartes inglesas para cada uma. Em 5 de outubro fez o pré-lançamento da canção "Give Me a Chance" como primeiro single do álbum. A faixa atingiu o número 1 nas paradas iTunes Top Songs em 16 regiões diferentes. Sua estreia nos EUA ocorreu em 19 de outubro, a mesma data em que o álbum foi lançado mundialmente. O álbum completo rapidamente chegou ao topo da lista dos mais vendidos na categoria de CDs e vinil do site da Amazon nos Estados Unidos, depois que as pré-vendas foram disponibilizadas, derrotando os Beatles, Tom Petty e Lady Gaga, que também estavam no topo cinco. Zhang participou da versão chinesa da faixa-título do álbum Don't Mess Up My Tempo, intitulada "Tempo", lançado em 2 de novembro, marcando sua primeira aparição no grupo EXO desde o EP de inverno de 2016, For Life. Em 24 de dezembro de 2018, Zhang lançou o single digital "When It's Christmas". No mesmo mês, ele se juntou ao show de talentos chinês de EDM, Rave Now, como mentor de Alan Walker.
Em 20 de janeiro de 2019, Zhang participou de um evento da Samsung realizado na Arena Mercedes-Benz em Xangai, na China, como o embaixador do Samsung Galaxy A8s e se apresentou no palco ao lado de ASAP Ferg e Steve Aoki, respectivamente. No mesmo mês, Zhang retornou como diretor de produção e apresentador do programa de sobrevivência chinês Idol Producer 2. Em 3 de fevereiro, Zhang cantou uma canção do Ano Novo chinês ao lado de Dilraba Dilmurat, Phoenix Legend, Wallace Chung e Zhou Dongyu na Gala de Ano Novo de 2019 da CCTV. Zhang participou do 61º Grammy Awards como seu Embaixador de Promoção em 10 de fevereiro, e foi a única celebridade chinesa convidada para o evento do tapete vermelho e cerimônia ao vivo. Em 22 de fevereiro, lançou a canção "Let's Shut Up & Dance" com a participação de NCT 127 e Jason Derulo como parte do projeto de homenagem ao Rei do Pop, Michael Jackson. No mesmo mês, sua terceira figura de cera foi revelada no Madame Tussauds em Hong Kong, seguindo suas figuras de cera no Madame Tussauds em Shanghai e Beijing. Zhang também estrelou como protagonista da série de fantasia e aventura The Golden Eyes, que foi ao ar pela iQiyi de 26 de fevereiro a 12 de abril de 2019. Em 15 de março, Zhang lançou um single digital intitulado "Lovebird" como uma música colaborativa com o grupo de EDM hip-hop Far East Movement, fazendo dele o segundo membro do EXO para colaborar com o grupo. Em 6 de maio do mesmo ano, Zhang fez sua primeira aparição na exposição de moda anual Met Gala em New York City como embaixador da Valentino, onde ele vestiu um terno feito sob encomenda intitulado "Time Traveller", projetado pelo premiado diretor criativo da Valentino, Pierpaolo Piccioli.

### 2019–presente: Sucesso comercial eLit
Em 14 de junho de 2019, Zhang lançou seu terceiro extended play Honey, composto por quatro faixas, sendo uma delas a faixa-título, interpretada em idiomas diferentes. O EP conquistou o certificado de diamante na plataforma QQ Music da China, com mais de 1,87 milhão de cópias vendidas em três minutos e 27 segundos em sua pré-venda. Honey atingiu mais de dois milhões de downloads digitais nos primeiros onze minutos de divulgação, além de quebrar nove recordes do QQ Music, boa parte deles pertencentes ao próprio Lay. Zhang embarcou em sua primeira turnê, Grand Line, em julho de 2019. Os ingressos para o show na Arena Mercedes-Benz em Xangai, na China, esgotaram em oito segundos, enquanto a parada em Nanjing, também na China, esgotou em vinte e cinco segundos. Em dezembro de 2019, Zhang lançou o single "Grandmother" (外婆), como uma homenagem a sua avó, que havia falecido no início do ano de 2019. Em entrevista para a MTV News, ele declarou: "Minha avó era minha maior fã. Quero que ela saiba que vou trabalhar duro e realizar meu sonho". Zhang escreveu a música em Los Angeles no outono de 2019, como uma saída para sua dor, uma maneira de expressar os sentimentos que ele ainda estava tendo dificuldade em processar. "Quando eu era jovem, minha avó estava sempre ao meu lado, mas como eu cresci, não podia ficar com ela e protegê-la", disse ele. "Quero compartilhar minha história com as pessoas. Quero que as pessoas me conheçam melhor... quero usar a música para me expressar.", ele acrescenta. Zhang deu vida ao Imperador Yingzong de Ming no drama histórico Ming Dynasty, que foi ao ar de dezembro de 2019 a janeiro de 2020.
Em março de 2020, Zhang colaborou com o DJ e produtor americano Steve Aoki na faixa "Love You More", que também contou com a colaboração de will.i.am. Em maio do mesmo ano, lançou o single "Jade" como primeiro single do  EP Lit. A música foi co-escrita por Dante Leon, Adam Halliday e LAY, que também co-produziu a música com Murda Beatz. Em 1º de junho, lançou o extended play Lit, como a primeira parte do seu terceiro álbum de estúdio, com todas as faixas co-escritas e co-produzidas pelo próprio Lay. A pré-vendas do álbum começou em 29 de maio e quebrou instantaneamente nove recordes de certificação ao ser lançado na maior plataforma de música digital da China, o QQ Music. O álbum digital conseguiu superar a marca de 1,5 milhão de pré-encomendas em 7 minutos e 19 segundos após o seu lançamento, garantindo efetivamente a posição número um no gráfico de vendas diárias e semanais da QQ Music. A faixa-título "Lit" contém a perspectiva do rei Xiang Yu, e a letra reflete as grandes aspirações de um rei. Lay também provou seu poder global no topo da parada de álbuns principais do iTunes em 21 regiões do mundo, incluindo Nigéria, Emirados Árabes Unidos, Egito, Malásia, Taiwan, Indonésia, Índia, Hong Kong, Camboja, Guatemala, Omã, Bahrain, Filipinas, Armênia, Bielorrússia, Macau, Uzbequistão, Ucrânia, Turquia, Cazaquistão e Bolívia. A segunda parte do álbum foi lançada digitalmente em 21 de julho de 2020.

#### Projetos futuros
Lay lançará o filme Unexpected Love, ao lado de Krystal Jung, gravado em 2015. O filme teve seu lançamento adiado devido ao THAAD. Quando foi escalado para o papel em outubro de 2015, um representante da SM Entertainment declarou: "Os dois decidiram estrelar 'Unexpected Love' e estão atualmente em preparação para seus papéis, onde vão retratar um homem e uma mulher que encontram o amor e uma carreira de sucesso através da dança. Temos grandes expectativas para eles, por serem celebridades altamente estimadas não apenas na Coreia, mas na China também." Lay e Krystal foram os primeiros na lista de elenco devido a suas habilidades de dança.

## Imagem
Em 10 de outubro de 2013, a pesquisa sobre o "Top 10 dos homens mais bonitos da Ásia", organizada pelo site da Youth Entertainment informou que Lay foi classificado na #6 posição, com mais de 27 milhões de votos. Em abril de 2014, Lay foi classificado na #10 posição na pesquisa anual do "Homem mais bonito da Ásia". Em março de 2017, o Top Star News fez uma estudo para ver quais estrelas hallyu foram as mais populares na China entre janeiro e fevereiro de 2017, consultando as hashtags do Weibo, mostrando Lay no topo com dez bilhões de visualizações e consultas.
Durante uma entrevista em janeiro de 2019 o DJ Steve Aoki declaro o que pensa sobre Zhang, dizendo: "Eu notei que a personalidade é uma parte muito importante da sua música. E os artistas que atravessaram os EUA e internacionalmente têm personalidades realmente vibrantes. Ele não é apenas um ótimo dançarino, um ótimo cantor e parte de um grupo realmente grande. Ele tem algo realmente especial - e é a qualidade humana que as pessoas realmente procuram."

### Endossos
Entre 2015-2016 Lay foi escolhido para ser o porta-voz de várias marcas, em particular Pancoat e Mentos para o qual se tornou o primeiro porta voz na Ásia. Também tornou-se o primeiro artista masculino da Ásia a endossar para Vichy, e o primeiro endosador da China para Planters. Além de endossar as marcas Lay's, Olay, Clarisonic, Kangshifu Ice Tea, Tide, Huawei, AirBender, Chushou TV, Tmall e Cornetto.

## Filantropia
"Em uma indústria aparentemente obcecada por dinheiro e fama, Lay se destaca por seu forte senso de responsabilidade social, criando várias fundações em seu nome, para as quais faz doações regulares e tem dado enormes quantias a várias causas, fazendo dele uma das principais celebridades filantrópicas da China."

– South China Morning Post sobre Zhang.
Em 13 de fevereiro de 2015, Lay participou do serviço comunitário "LOVE TO GO HOME". O serviço foi realizado pela empresa de bicicletas chinesas AIMA, com o intuito de ajudar as pessoas que estavam voltando para casa durante as férias do Ano Novo Lunar em motocicletas. Lay representou todos os membros do EXO e distribuiu bolsas de água quente, lenços, medicina de emergência, ramen, água e brinquedos para todos. E ainda recebeu uma placa da AIMA por ajudar. Lay declarou: "Estou honrado em poder participar em um serviço público significativo para o maior feriado da China, o Ano Novo Lunar. Para muitas pessoas que estão voltando para casa, sua saúde e segurança é a coisa mais importante, por isso foi significativo para mim ajudá-los, pelo menos, um pouco. Eu quero participar regularmente em serviços públicos. O EXO está planejando mostrar várias imagens este ano, então por favor nos mostre muito amor."
Em 7 de outubro de 2015, fãs de Lay arrecadaram dinheiro que foi doado em seu nome para a construção de um poço e uma casa de banho pública em uma vila carente no Camboja. Em 6 de outubro, o fã-clube "DAILYIXING" postou fotos do projeto concluído, incluindo fotos de alguns dos residentes da aldeia segurando uma placa agradecendo Lay e desejando-lhe um feliz aniversário. Além disso, o fã-clube recolheu roupas usadas para doação através da organização de caridade OTCAN. Eles também doaram dinheiro em nome de Lay à organização Coal Briquettes para Neighbors in Korea, que ajuda a manter os necessitados quentes no inverno, proporcionando-lhes briquetes de carvão para os seus aquecedores.

## Vida pessoal
Em 11 de outubro de 2016, Lay desmaiou enquanto estava no Aeroporto Internacional de Incheon, antes de viajar para o Japão. Após o desmaio, Lay foi rapidamente transportado para o hospital. A SM Entertainment disse, "Lay momentaneamente desmaiou devido a falta de sono. De acordo com o médico, ele vai ficar bem depois de muito descanso. Lay vai voltar para o dormitório, a fim de descansar um pouco".

## Filmografia
|  | Indica filmes que ainda não foram lançados |

| Título                                                | Ano  | Papel               | Notas                                                  |
| ----------------------------------------------------- | ---- | ------------------- | ------------------------------------------------------ |
| SMTOWN The Stage                                      | 2015 | Ele mesmo           | Documentário da SM Town.                               |
| Ex Files 2: The Backup Strikes Back                   | 2015 | Lee Xiang He        | Aparição especial                                      |
| Oh My God                                             | 2015 | Le Yi               | Papel principal                                        |
| Go Fighting The Movie: Royal Treasure                 | 2016 | Ele mesmo           | Elenco principal                                       |
| The Mystic Nine Side Story: Flowers Bloom in February | 2016 | Er Yuehong          | Web filme; exibido no IQiyi                            |
| Kung Fu Yoga                                          | 2017 | Xiao Guang          | Papel de apoio                                         |
| The Founding Of An Army                               | 2017 | Lu Deming           | Papel de apoio                                         |
| Carros 3                                              | 2017 | Jackson Storm (voz) | Dublagem chinesa Antagonista principal                 |
| For Love With You                                     | 2018 | Ele mesmo           | Filme de assistência social pública                    |
| The Island                                            | 2018 | Xiao Xing           | Papel principal                                        |
| Unexpected Love                                       | TBA  | Han Bing            | Filme sino-coreano-; Lançamento adiado devido ao THAAD |

|  | Indica séries/programas que ainda não foram ao ar |

| Título              | Ano            | Papel       | Rede                                               | Notas                         |
| ------------------- | -------------- | ----------- | -------------------------------------------------- | ----------------------------- |
| We The People       | 1998           | Huan Huan   | BMN: Beijing Television                            | Creditado como Zhang Jiashuai |
| Star Academy        | 2005           | Ele mesmo   | HBS: Hunan Television                              | Competidor                    |
| Star Chef           | 2014           | Ele mesmo   | JSBC: Jiangsu Television                           | Competidor (Ep. 1–2)          |
| Star Room Escape    | 2014           | Ele mesmo   | ZRTG: Zhejiang Television                          | Ep. 3–4                       |
| Go Fighting!        | 2015– presente | Ele mesmo   | SMG: Dragon Television                             | Regular                       |
| To Be a Better Man  | 2016           | Xiao Cai    | JSBC: Jiangsu Television ZRTG: Zhejiang Television | Recorrente                    |
| The Mystic Nine     | 2016           | Er Yuehong  | SMG: Dragon Television IQiyi                       | Elenco principal              |
| Operation Love      | 2017           | Yan Xiaolai | SMG: Dragon Television Tencent QQ                  | Papel principal               |
| Idol Producer       | 2018– presente | Ele mesmo   | IQiyi                                              | Produtor, mentor              |
| The Tomb of Sea     | 2018           | Jie Yuchen  | Tencent                                            | Aparição especial             |
| Rave Now            | 2018           | Ele mesmo   | Tencent                                            | Mentor                        |
| The Golden Eyes     | 2019           | Zhang Rui   | HBS: Hunan Television                              | Papel principal               |
| Empress of the Ming | 2019           | Zhu Qizhen  | JSBC: Jiangsu Television                           | Recorrente                    |

| Título                 | Ano  | Papel       | Rede          | Notas                                  |
| ---------------------- | ---- | ----------- | ------------- | -------------------------------------- |
| Music Billboard Charts | 2014 | Ele mesmo   | iQiyi         | Apresentador                           |
| EXO Next Door          | 2015 | Lay         | Naver TV Cast | Recorrente; Papel fictício de si mesmo |
| The Island             | 2018 | Ma Xiaoxing | iQiyi         | Versão web drama do filme The Island   |

| Canção        | Ano  | Artista(s)      | Notas                                          |
| ------------- | ---- | --------------- | ---------------------------------------------- |
| "Missing You" | 2014 | Fly to the Sky  | Remake feito para EXO 90:2014                  |
| "Goosebump"   | 2017 | Fazilpuria      |                                                |
| "Youth Day"   | 2018 | Vários artistas | Vídeo musical para o Dia da Juventude na China |

## Discografia
Álbuns de estúdio
- Lay 02 Sheep (2017)
- Namanana (2018)
- Lit (2020)

## Prêmios e indicações

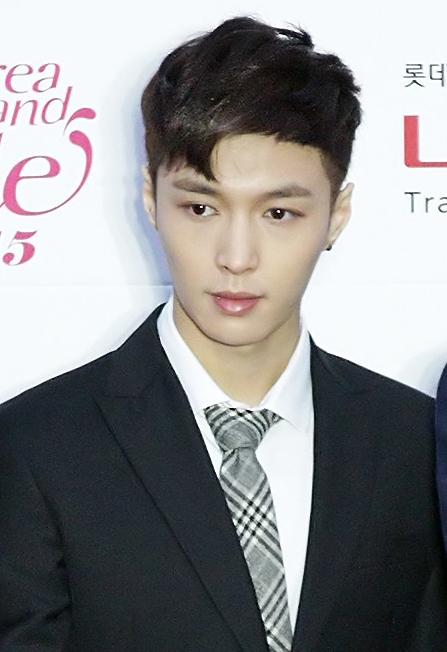
Lay no 24th Seoul Music Awards em janeiro de 2015

Lay ganhou o prêmio de melhor "Ator Coadjuvante" no 2016 China-Britain Film Festival por seu desempenho no filme "Ex-Files 2". E mais tarde ganhou o prêmio de "Melhor Trilha Sonora de Filme" no 16th Top Chinese Music Awards e 4th V-Chart Awards pela canção "Alone (One Person)". Lay ganhou o prêmio All Star Round do Ano na Cerimônia de Premiação Jinri Toutiao 2019, realizada na Cadillac Arena de Pequim em 8 de janeiro de 2020. Em 11 de janeiro, o Weibo Night Awards de 2019 foi realizado no Beijing Water Cube, e, premiou Lay como o Melhor Produtor do Ano, bem como o Homem do Ano.
| Ano  | Prêmio                                              | Categoria                                 | Trabalho nomeado     | Resultado |
| ---- | --------------------------------------------------- | ----------------------------------------- | -------------------- | --------- |
| 2015 | The Wind Of The East Ceremony                       | Music Pioneer of the Year                 | Ele mesmo            | Venceu    |
| 2015 | Asian Influence Awards                              | Asia's Most Influential Artist            | Ele mesmo            | Venceu    |
| 2015 | Cosmopolitan Beauty Awards China                    | Beautiful Idol of The Year                | Ele mesmo            | Venceu    |
| 2015 | Baidu Music Awards                                  | Best Movie OST                            | "Alone (One Person)" | Venceu    |
| 2016 | Qingting FM Awards                                  | Most Popular Male Artist                  | Ele mesmo            | Venceu    |
| 2016 | 18th Huading Awards                                 | Best New Actor                            | Oh My God            | Indicado  |
| 2016 | 16th Top Chinese Music Awards                       | Best Movie OST                            | "Alone (One Person)" | Venceu    |
| 2016 | 16th Top Chinese Music Awards                       | Most Popular Newcomer                     | Ele mesmo            | Venceu    |
| 2016 | 16th Top Chinese Music Awards                       | Most Popular Movie Idol                   | Oh My God            | Indicado  |
| 2016 | 4th YinYueTai V-Chart Awards                        | Movie OST of the Year                     | "Alone (One Person)" | Venceu    |
| 2016 | 4th YinYueTai V-Chart Awards                        | Most Popular Newcomer                     | Ele mesmo            | Venceu    |
| 2016 | LeTV LeEco Night                                    | Most Popular All-Rounded Idol             | Ele mesmo            | Venceu    |
| 2016 | 4th China-Britain Film Festival                     | Best Supporting Actor                     | Ex-Files 2           | Venceu    |
| 2016 | Asia Good Book Awards (China)                       | Best Crossover Author of the Year         | Standing Firm At 24  | Venceu    |
| 2016 | Tencent QQ Star Awards                              | Most Popular TV Actor                     | Ele mesmo            | Indicado  |
| 2016 | SBS PopAsia Awards                                  | Best Solo Star                            | Ele mesmo            | Venceu    |
| 2017 | Hunan Outstanding Youth Awards                      | Kindness Award                            | Ele mesmo            | Venceu    |
| 2017 | 2nd China TV Quality Drama Awards                   | All-rounded Artist of the Year            | Ele mesmo            | Venceu    |
| 2017 | 5th YinYueTai VChart Awards                         | Best Male Artist                          | Ele mesmo            | Venceu    |
| 2017 | 5th YinYueTai VChart Awards                         | Album of the Year                         | Lose Control         | Venceu    |
| 2017 | 11th Dangdang Reading Festival & Influential Awards | Influential Trendy Celebrity Author Award | Standing Firm at 24  | Venceu    |
| 2017 | 22nd Huading Awards                                 | Best Newcomer                             | To Be a Better Man   | Indicado  |
| 2017 | 14th Esquire Man At His Best Awards                 | Man of the Year                           | Ele mesmo            | Venceu    |
| 2017 | Tencent Video Star Award                            | Album of the Year                         | Lay 02 Sheep         | Venceu    |
| 2018 | China Fashion Power Chart Awards                    | Producer of the Year                      | Ele mesmo            | Venceu    |
| 2018 | 9th Annual Power Fashion Award                      | Producer of the Year                      | Ele mesmo            | Venceu    |
| 2018 | The 25th ERC Chinese Top Ten Awards                 | Album of the Year                         | Lay 02 Sheep         | Venceu    |
| 2018 | The 25th ERC Chinese Top Ten Awards                 | Most Popular Male Artist                  | Ele mesmo            | Venceu    |
| 2018 | The 25th ERC Chinese Top Ten Awards                 | Producer of the Year                      | Ele mesmo            | Venceu    |
| 2018 | CCTV Flowers in the May Gala                        | Outstanding Youth Actor Award             | Ele mesmo            | Venceu    |

### Prêmios em programas musicais
| Ano                  | Data           | Canção             |
| -------------------- | -------------- | ------------------ |
| Global Chinese Music |                |                    |
| 2017                 | 14 de maio     | "Pray"             |
| Yo! Bang             |                |                    |
| 2018                 | 14 de outubro  | "Give Me A Chance" |
| 2018                 | 21 de outubro  | "Give Me A Chance" |
| 2018                 | 15 de novembro | "Namanana"         |